# Alchémille des rochers
Alchemilla saxatilis
Espèce
Classification phylogénétique
L'Alchémille des rochers (Alchemilla saxatilis) est une espèce de plantes herbacées vivace de la famille des Rosaceae.

## Description
Feuilles nombreuses, au limbe divisé en cinq folioles, argentées en dessous, tiges dressées, hautes de 10 à 30 cm.
Fleurs groupées en glomérules très denses et espacés. Sépales dressés.

## Distribution
En France, on peut la trouver dans les massifs montagneux (Alpes, Pyrénées, Massif central).